# Barranca del Muerto (métro de Mexico)
Pour les articles homonymes, voir Barranca.
Barranca del Muerto (« ravin du mort » en espagnol) est une station de la ligne 7 du métro de Mexico. Il s'agit du terminus de cette ligne, au sud de la ville.

## La station
La station ouverte en 1985, doit son nom à son emplacement à l'intersection des avenues Barranca del Muerto et Avenida Revolucion, entouré par les grandes artères Insurgentes Sur et Periferico Sur. La silhouette de la station représente deux aigles en vol.
La légende raconte que jadis, à la place de l'actuelle avenue, courait un ravin où, du temps de la Révolution mexicaine, on jetait les cadavres des victimes des combats. L'endroit fut alors surnommé par les habitants Barranca del Muerto ; cela suscita aussi une série d'histoires de fantômes et de personnages bizarres, certains dépourvus de tête.